# Mazurek Dąbrowskiego

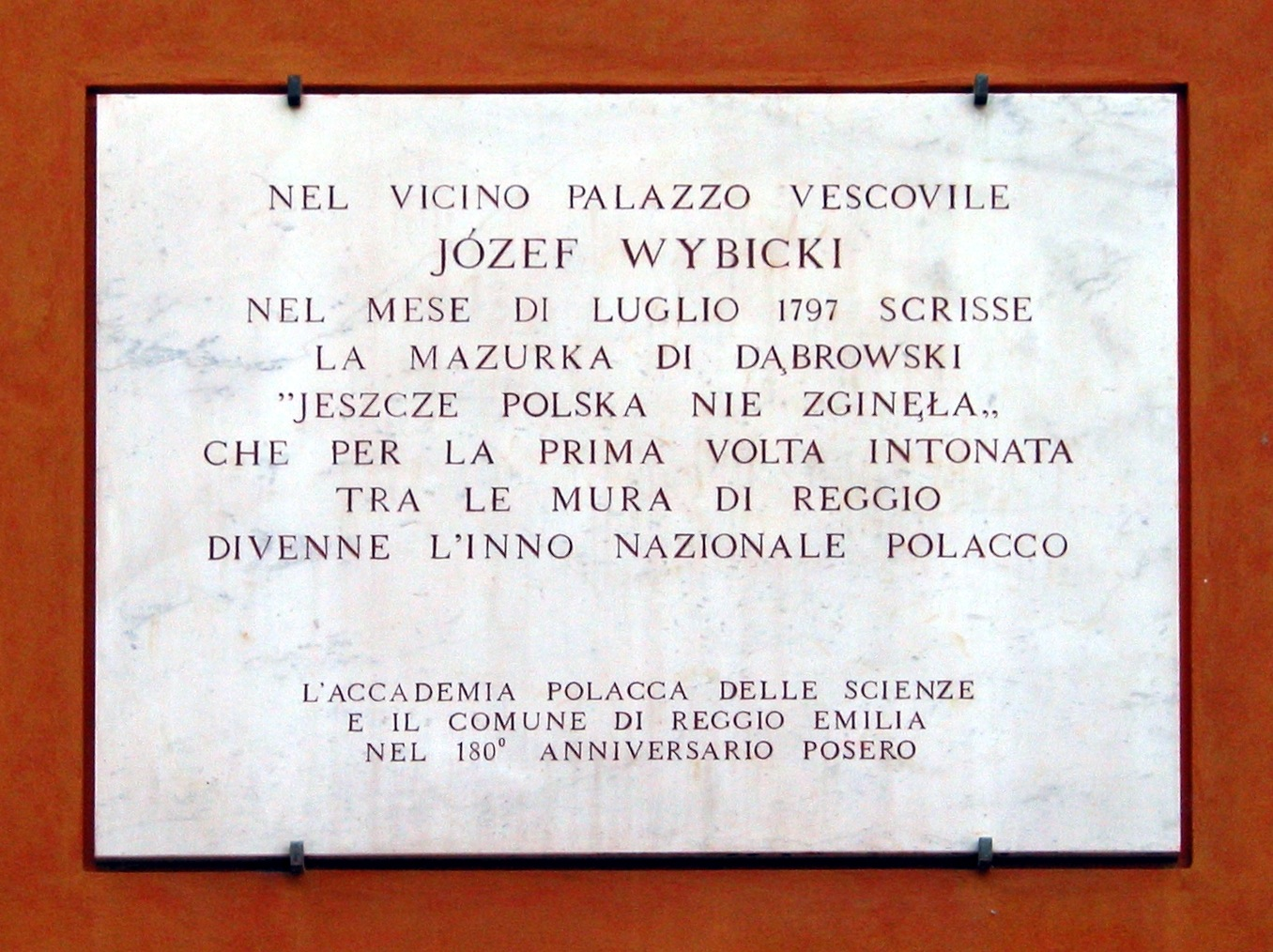
Lapide commemorativa della composizione dell'inno polacco di Józef Wybicki a Reggio Emilia nel luglio del 1797

Mazurek Dąbrowskiego (Mazurka di Dąbrowski) è il nome con cui è anche conosciuto il canto Pieśń Legionów Polskich we Włoszech (Canto delle legioni polacche in Italia), inno nazionale polacco.

## Storia
L'inno è stato scritto nel luglio 1797 a Reggio Emilia, da Józef Wybicki (1747-1822), tenente dell'armata polacca del generale Jan Henryk Dąbrowski; questi, dal suo esilio di Parigi, aveva radunato pochi mesi prima un'armata di circa 1500 soldati, divisi in reparti di fanteria e cavalleria, con cui si unì a Napoleone nella Campagna d'Italia. Dal generale francese fu infatti promesso ai polacchi che la loro patria avrebbe riconquistato la libertà se essi avessero combattuto al suo fianco contro Russia, Austria e Prussia, che nel 1795 si erano spartiti il territorio polacco.
I reparti di Dąbrowski entrarono a Reggio Emilia da Porta San Pietro tra il 30 giugno e il 2 luglio 1797, per sedare le sommosse fomentate dagli aristocratici contro la neonata Repubblica Cispadana; è sull'onda delle celebrazioni per il successo della spedizione militare che il tenente scrisse la mazurka, per celebrare il valore del comandante e cantare l'amore per la Patria lontana. Qui, a dire il vero, le cose non sono del tutto chiare; secondo alcuni musica e testo sono di Wybicki, ma secondo altri la musica è del suo collega Michał Kleofas Ogiński (1765-1833).
La prima esecuzione pubblica, in forma di serenata, avvenne per le strade di Reggio Emilia, sotto il palazzo vescovile dove erano alloggiati Dąbrowski e i suoi ufficiali, nella notte tra il 10 e l'11 luglio 1797. La musica è trascinante, esaltante, al punto che, pur rimanendo per i polacchi un canto patriottico fondamentale, nel 1834 il poeta slovacco Samo Tomasik vi inserì un nuovo testo, Hej slovani (Ehi, slavi), che si diffuse in tutte le nazioni slave con varie traduzioni, divenendo di fatto un inno panslavo, e anche l'inno nazionale jugoslavo dal 1943 al 2006.
Il canto è stato ufficialmente adottato dalla Polonia come inno nazionale nel 1926. Le celebrazioni per il 200º anniversario della nascita dell'inno si sono svolte a Reggio Emilia il 5 luglio 1997, alla presenza di alte autorità civili, militari e religiose polacche.

## Testo
Il testo originale presenta solo lievi differenze rispetto all'attuale; si segnala ad esempio l'inversione delle strofe seconda e terza e di alcune parole nel ritornello. Si tratta di un inno dal testo semplice e fortemente patriottico, una chiamata alle armi come già nella Marsigliese (e più tardi, ad esempio, nell'inno di Mameli); rispetto all'inno francese esso però risulta meno cupo, forse più incentrato su un sentimento di speranza e sulle aspettative di libertà, piuttosto che su immagini crude e visioni evocatrici di violenze.
L'incipit dell'inno Jeszcze Polska nie zginęła (La Polonia non è ancora scomparsa) si riferisce alla spartizione della nazione nel 1795 tra le tre potenze circostanti, mentre nel ritornello Marsz, marsz, Dąbrowski, z ziemi włoskiej do Polski (In marcia, Dąbrowski, dalla terra italiana alla Polonia) i militari incitano il loro generale a guidarli al più presto verso la Patria. Questa citazione dell'Italia è interessante, perché nella quinta strofa dell'inno italiano si cita la Polonia: "già il sangue d'Italia e il sangue polacco bevè col cosacco ma il cor le bruciò". Il caso, la doppia citazione Italia-Polonia nei rispettivi inni è unico al mondo.

### Testi ufficiali attuali
| Originale polacco | Cirillizzazione del polacco | Ebraizzazione del polacco | Trascrizione AFI | Traduzione italiana |
| --- | --- | --- | --- | --- |
| Jeszcze Polska nie zginęła, Kiedy my żyjemy. Co nam obca przemoc wzięła, Szablą odbierzemy. Refren: Marsz, marsz, Dąbrowski, Z ziemi włoskiej do Polski. Za twoim przewodem Złączym się z narodem. Przejdziem Wisłę, przejdziem Wartę, Będziem Polakami. Dał nam przykład Bonaparte, Jak zwyciężać mamy. Refren Jak Czarniecki do Poznania Po szwedzkim zaborze, Dla ojczyzny ratowania Wrócim się przez morze. Refren Już tam ojciec do swej Basi Mówi zapłakany – Słuchaj jeno, pono nasi Biją w tarabany. Refren | Ещэ Польска не згинѧла, Кеды мы жиемы. Цо нам обца премоц взѩла, Шаблѭ одберемы. Рэфрэн: Марш, марш, Дѫбровски, З земи влоскей до Польски. За твоим преводэм Злѫчим сѩ з народэм. Прейдзем Вислѧ, прейдзем Вартѧ, Бѧдзем Поляками. Дал нам приклад Бонапартэ, Як звыцѩжаць мамы. Рэфрэн Як Чарнецки до Познаня По швэдзким заборе, Для ойчизны ратованя Вруцим сѩ през море. Рэфрэн Юж там ойцец до свэй Баси Муви заплаканы – Слухай ено, поно наси Биѭ в тарабаны. Рэфрэн | יֶשְצֶ'ה פּוֹלְסְקַה נְיֶה זְגִינֶוַה קְיֶדְי מְי זְ'יֶמְי צוֹ נַאם אוֹבְּצַה פְּשֶמוֹץ וְזֵ'וַה שַׁבְּלוֹ(ן) אוֹדְבְּיֶזֶ'מְי רֶפְרֶן: מַארְש, מארש, דוֹמְבְּרוֹבְסְקִי, ז זֶ'מְי וְווֹסְקְיֶיְ דוֹ פּוֹלְסְקִי. זַה טְווֹיִים פּשֶׁווֹדֶם זְווֹ(נ)צְ'ים שֶׁ(ן) זְ נַארוֹדֶם. פְּשֶיְדְזֶ'ם וִיסְוֶה, פְּשֶיְדְזֶ'ם וַרְטֶ(ן) בֶּ(נ)דְזֶ'ם פּוֹלַאקַאמִי דַאוְ נַאם פְּשְׁיקְוַאד בּוֹנַפַּרְטֶה יַאק זְוְיצֶ'(נ)זַ'ץ' מַאמְי (רֶפְרֶן) יַאק צַ'ארְנְיֶצְקִי דוֹ פּוֹזְנַאנְיַה פּוֹ שְׁוֶדְזְקִים זַבּוֹזֶ'ה דְלַה אוֹיצְ'יזְנְי רַאטוֹוַאנְיַה וְרוּצִ'ים שֶ(ן) פְּשֶׁז מוֹזֶ'ה (רֶפְרֶן) יוּז' טַאם אוֹיְצֶ'ץ דוֹ סְוֶיְ בַּאשִׁי מוּוִי זַפְּוַאקַאנְי סְווּחַאי יֶנוֹ, פּוֹנוֹ נַאשִי בִּיוֹ(ן) וְ טַארַאבַּאנְי (רֶפְרֶן) | [jɛʂtʂɛ pɔlska ɲɛ zgʲinɛ̃wa] [kʲɛdɨ mɨ ʐɨjɛmɨ] [tsɔ nam ɔptsa pʂɛmɔdz vʑɛ̃wa] [ʂablɔ̃ ɔdbʲɛʐɛmɨ] [rɛfrɛn] [marʂ ǀ marʂ ǀ dɔmbrɔfskʲi] [zʲ ʑɛmʲi vwɔskʲɛj dɔ pɔlskʲi] [za tfɔjim pʂɛvɔdɛm] [zwɔntʂɨm ɕɛ̃z narɔdɛm] [pʂɛjdʑɛɱ vʲiswɛ̃ ǀ pʂɛjdʑɛɱ vartɛ̃] [bɛɲdʑɛm pɔlakamʲi] [daw nam pʂɨkwad bɔ̃napartɛ] [jag zvɨtɕɛ̃w̃ʐatɕ mamɨ] [rɛfrɛn] [jak tʂarɲɛtskʲi dɔ pɔznaɲa] [pɔ ʂfɛtskʲim zabɔʐɛ] [dla ɔjtʂɨznɨ ratɔvaɲa] [vrutɕim ɕɛm pʂɛz mɔʐɛ] [rɛfrɛn] [juʂ tam ɔjtɕɛdz dɔ zvɛj baɕi] [muvʲi zapwakanɨ] [swuxaj jɛnɔ ǀ pɔnɔ naɕi] [bʲijɔ̃f tarabanɨ] [rɛfrɛn] | La Polonia non morirà finché noi vivremo Ciò che la violenza straniera ci ha tolto noi con la sciabola ci riprenderemo. Ritornello: Marcia, marcia Dąbrowski dalla terra italiana alla Polonia Sotto il tuo comando ci uniremo come popolo! Attraverseremo la Vistola Attraverseremo la Varta Saremo Polacchi Bonaparte ci ha dato l'esempio Di come dobbiamo vincere Ritornello Come Czarniecki a Poznań Dopo l'occupazione della Svezia Per riconquistare la patria È tornato attraversando il mare Ritornello Il padre diceva alla sua Basia In lacrime - Ascoltami, potrebbe essere che i nostri Suonano i tamburi -. Ritornello |

### Versione originale

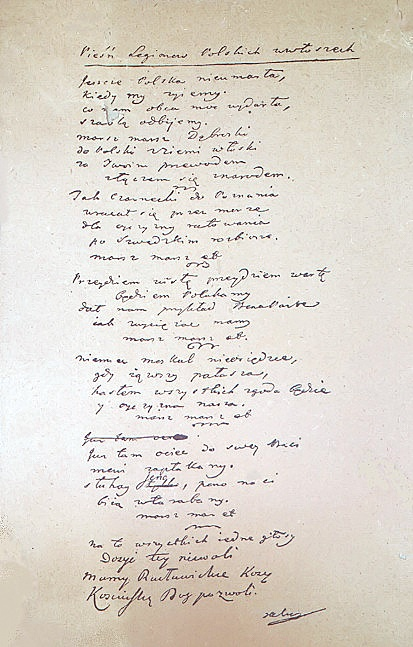
Facsimile del manoscritto originale di Wybicki

Nei testi originali di Wybicki c'erano due versi aggiuntivi.
(Quarta strofa)

Niemiec, Moskal nie osiądzie,

gdy i jąwszy pałasza,

hasłem wszystkich zgoda będzie

y ojczyzna nasza.

(Sesta strofa)

Na to wszystkich jedne głosy:

"Dosyć tej niewoli

mamy Racławickie Kosy,

Kościuszkę, Bóg pozwoli."